# Karishika
Karishika es una película nigeriana de terror estrenada en 1996. Fue dirigida por Christian Onu y protagonizada por Becky Okorie, Bob-Manuel Udokwu, Sandra Achums, Ifeanyi Ikpoenyi, Obi Madubogwu y Andy Chukwu. Escrito por Felix Okoro, con el paso de los años el filme se convirtió en un clásico de culto del cine de terror nigeriano.

## Sinopsis
Karishika es una hermosa y perversa mujer enviada al mundo por el propio Lucifer para ganar almas en su nombre. La misión de esta mujer es tentar a los hombres con sexo y dinero, y de este modo robar sus almas y enviarlas al infierno. Al ver este nivel de maldad, un sacerdote decide actuar y enfrentarse ante esta demoníaca presencia.

## Reparto
- Becky Okorie
- Bob-Manuel Udokwu
- Sandra Achums
- Ifeanyi Ikpoenyi
- Obi Madubogwu
- Andy Chukwu

Fuentes: